# Stagova, Kaçanik
Stagova (albanska: Stagova, serbiska: Stagovo) är en by i Kosovo. Den ligger i kommunen Kaçanik. Enligt den senaste folkräkningen år 2011 fanns det 1 160 invånare.

## Demografi
| Demografi    | 2011 |
| ------------ | ---- |
| albaner      | 1158 |
| odeklarerade | 2    |